# Eduardo Conde
Eduardo Conde (Recife, 9 de abril de 1946 — Petrópolis, 16 de janeiro de 2003) foi um ator, cantor e modelo brasileiro.

## Biografia
Na década de 1970, protagonizou a montagem brasileira da Jesus Cristo Superstar, no papel de Jesus Cristo. Por muitos anos, apresentou a premiação do Festival de Cinema de Brasília. Como ator, participou de produções nacionais — como O Incrível Monstro Trapalhão e Os Saltimbancos Trapalhões (ambos de 1981) — e internacionais — por exemplo, The Emerald Forest, de John Boorman e Blame It on Rio, de  Stanley Donen, atuando ao lado de Michael Caine e Demi Moore.
Na televisão atuou em Sinal de Alerta (1978), Plumas e Paetês (1980), Pátria Minha (1994), O Beijo do Vampiro (2002) e na minissérie O Quinto dos Infernos (2002).
Eduardo Conde morreu de câncer no pulmão decorrente do tabagismo e foi enterrado no Cemitério Parque Jardim da Saudade, no Rio de Janeiro. Deixou dois filhos, frutos de seu casamento com a atriz Betty Lago.